# Clitocybe gibba
Clitocybe gibba (Pers.: Fr.) Kummer
La Clitocybe gibba, volgarmente nota come imbutino o cimballina, è un noto fungo commestibile.

È conosciuta anche con l'appellativo di Clitocybe infundibuliformis ed è molto apprezzato dai cercatori, frammisto ad altri funghi, in quanto trattasi di specie abbastanza comune, di facile reperibilità, classificazione superiore ed attuale - Infundibulicybe gibba .

## Descrizione della specie
Cappello
3-10 cm, da bruno pallido (talvolta, con clima asciutto, quasi bianco) a nocciola chiaro, a volte con sfumature rossastre. Cuticola finemente vellutata, specie negli esemplari giovani. Imbutiforme a piena maturazione; prima piatto o umbonato al centro, con margine fortemente involuto. Forma per lo più perfettamente circolare (margine talvolta ondulato).
Lamelle
Bianche o biancastre. Molto decorrenti, fitte, strette, intercalate da lamellule.
Gambo
4-8 x 0,5-1 cm, fibroso, concolore al cappello. Clavato, cilindrico, slanciato. Stopposo e cotonoso in basso.
Carne
Bianca, fibrosa nel gambo, elastica nel cappello.
- Odore: grato, forte di humus ed aromatico, più intenso negli esemplari umidi.
- Sapore: non particolare, comunque gradevole.

Spore
5-7 x 4-5 µm, ellittiche, lisce. Bianche in massa.

## Habitat
Comunissimo nei boschi, sia di conifere che di latifoglie, in ambienti ricchi di humus. Gregario. A gruppi talvolta numerosissimi quando cresce intorno o dentro a fascine. Dalla tarda primavera al primo autunno.

## Commestibilità
Buona, aromatico il cappello (stopposo il gambo). Per la sua forma sottile ma carnosa si presta ad essere fritto. È adatto anche all'essiccamento e alla conservazione sott'olio.

## Specie simili
- Clitopilus prunulus (ottimo commestibile), la cui carne si presenta tuttavia friabile, facilmente riconoscibile anche dall'odore e, a maturazione, dal colore rosato delle lamelle.
- Lepista gilva, più massiccia.
- In casi molto rari, carpofori giganti di questa specie possono essere scambiati con esemplari di Clitocybe geotropa.

Attenzione!
I raccoglitori inesperti potrebbero confondere le forme più chiare di questa specie con specie congeneri di colore bianco e di piccola taglia, tutte tossiche, sospette a addirittura molto velenose, come ad esempio la Clitocybe dealbata e Clitocybe rivulosa.

## Etimologia
Dal latino Gibba = gobba, per la forma del cappello.

## Sinonimi
- Agaricus gibbus Pers., Synopsis Methodica Fungorum (Göttingen): 449 (1801)
- Agaricus gibbus d membranaceus Fr., Elench. fung. (Griefswald): 13 (1828)
- Agaricus infundibuliformis Schaeff., Fungorum qui in Bavaria et Palatinatu circa Ratisbonam nascuntur 4: 49 (1774)
- Agaricus infundibuliformis var. membranaceus Fr.
- Clitocybe infundibuliformis (Schaeff.) Fr., Champs Jura Vosges 1: 88 (1872)
- Clitocybe infundibuliformis var. membranacea (Fr.) Massee, Brit. Fung.-Fl. 2: 425 (1893)
- Omphalia gibba (Pers.) Gray, A Natural Arrangement of British Plants (London) 1: 612 (1821)

## Nomi comuni
- Cimballina
- Imbutino